# ضابي (بلاد الروس)
ضابي هي إحدى قرى عزلة وعلان بمديرية بلاد الروس التابعة لمحافظة صنعاء، بلغ تعداد سكانها 673 نسمة حسب تعداد اليمن لعام 2004.